# BMW GS
BMW GS is een motorserie gemaakt door BMW. De motorfietsen zijn zowel geschikt voor op de straat als off-road, zogenaamde allroadmotoren. De letters GS slaan op het Duitse Gelände/Straße wat onverharde weg en asfalt betekent. BMW is met de GS modellen in 1980 begonnen en deze worden tot op heden nog steeds geproduceerd.

## Voorgeschiedenis
Tegen het einde van de jaren zeventig was BMW succesvol geweest met zware 750- en 800cc-boxermotoren in de Endurosport. Weliswaar in de feitelijk niet erg belangrijke klassen tot 1000 cc en boven 1000 cc. Men had echter wel ontdekt dat een dergelijke zware enduro redelijk vlot te berijden was, zelfs in zwaar terrein. Deze resultaten zorgden voor voldoende vertrouwen om in elk geval zware allroads te gaan produceren. Mogelijk heeft ook de gedachte aan deelname aan de Dakar-rally meegespeeld. Deze werd in die tijd nog gedomineerd door de Yamaha XT 500's. Deze machines ondervonden regelmatig problemen tijdens de lange woestijnetappes die op hoge snelheid afgelegd moesten worden. Hier was wellicht voor een zwaardere, sterkere machine winst te behalen. BMW kon wel wat sportief succes gebruiken. De stoterstangenboxers konden in wegraces absoluut geen vuist maken, en sinds 1975 was er ook een einde gekomen aan een decennialange suprematie in de zijspanrace.

## GS-serie

### Luchtgekoelde boxermotoren
De GS-serie kent vele modellen. Zowel met staande eencilinders, staande twins als tweecilinderboxermotoren. Toen BMW in 1980 de eerste machine voor het publiek introduceerde, maakte men nog niets anders dan boxertwins. De R 80 G/S (Gelände/Strasse) was zoals gezegd een allroad, maar bleek slechts matig geschikt voor gebruik als terreinmotor. Opmerkelijk genoeg bleek het echter een lichtvoetige, goed sturende wegmotor te zijn, die er echter wel "stoer" uitzag met zijn hoge stuur, enkelzijdige (monolever) achterwielophanging en semi-terreinbanden. Na de successen van Hubert Auriol in de Dakar-rally besloot men dan ook een speciaal "Dakar" model uit te brengen, de R 80 G/S Paris-Dakar. Van de R 80 G/S kwam ook een 650cc-versie, de R 65 GS. Deze werd vooral gebruikt als legermotor. In lijn met de ontwikkelingen verscheen in 1987 een opvolger voor de G/S, de R 80 GS. In de Dakar-rally werden echter inmiddels zwaardere motorblokken gebruikt, en daarom volgde er in hetzelfde jaar ook een 980cc-versie, de R 100 GS. In 1989 verscheen ook van deze motorfiets een Dakar model, de R 100 GS Paris-Dakar. Al deze nieuwelingen kregen het nieuwe paralever veersysteem. Inmiddels waren de Dakar-successen van BMW voorbij, Honda en Yamaha hadden ook zwaardere modellen ontwikkeld en korte metten gemaakt met de Duitse boxers. Maar de BMW allroads die voor het publiek te koop waren, maakten steeds meer indruk als uitstekend sturende wegmotoren. BMW kon met een gerust hart de woestijn verlaten en ook de nieuwe BMW R 1100-serie kreeg een GS model. Wel waren er twee "uitloop-modellen" die de namen "Basic" en "Kalahari" kregen. Deze werden tot 1997 gemaakt. 
Een klein overzicht:
Monolever:
- R 80 G/S 1980-1986
- R 80 G/S Paris-Dakar 1984-1987
- R 65 GS 1987-1990

Paralever:
- R 80 GS 1987-1994
- R 100 GS 1987-1994
- R 100 GS Paris-Dakar 1988-1995
- R 80 GS Basic 1996-1997
- R 80 GS Kalahari 1996-1997

### Lucht/oliegekoelde boxermotoren
In het jaar 1994 werd de nieuwe generatie BMW boxermotoren geïntroduceerd, de BMW R 1100-serie. Met deze motorblokken werden ook weer GS modellen geleverd. De geleverde modellen waren de R 850 GS met een 849cc-motor en de R 1100 GS met een 1085cc-motorblok. Met het ontwerp ging BMW ver buiten de gebaande paden, vooral het "snavel" spatbord aan de voorkant baarde veel opzien. Toch was het geen nieuw ontwerp, de Suzuki DR 800 S Big had eerder een dergelijk voorspatbord. Hoewel het met goede wil en aangepaste banden nog steeds mogelijk was het terrein in te gaan, was het duidelijk dat BMW zich met de GS-serie steeds meer richtte op het gebruik als "Reiseenduro". Deze machine was leverbaar met ABS, dat voor gebruik in het terrein uitschakelbaar was. Bovendien was ook handvatverwarming een optie. Verreweg de meest GS-en werden voorzien van een kofferset en niet zelden werden grotere toerruiten gemonteerd. Toen in 1999 de BMW R 1150-serie verscheen, bleef de GS (nu als R 1150 GS) bestaan, en de serie werd zelfs uitgebreid met de R 1150 GS Adventure. Deze motorfiets was niet langer geïnspireerd door de woestijnrallys, maar eerder door wereldreizigers, die zwaar bepakt met grote koffers verre reizen door moeilijk begaanbaar terrein maken. Dankzij enorme aluminium koffers ziet de machine er uit alsof hij elk moment op reis kan gaan. In 2004 kwam BMW met een geheel nieuwe motor en motorblok. De nieuwe motor had een cilinderinhoud van 1170 cc. Het model werd de R 1200 GS. Daarbij kwam in 2006 de R 1200 GS Adventure. De 1200-serie was ca. 30 kg lichter geconstrueerd dan haar voorgangers. Vanaf 2010 is de R1200-serie echter vernieuwd en voorzien van het nieuwe DOHC boxerblok uit de HP2-serie.
Een klein overzicht:
- R 1100 GS 1994–1999
- R 850 GS 1996–2001
- R 1150 GS 1999–2004
- R 1150 GS Adventure 2001–2005
- R 1200 GS 2004–2010
- R 1200 GS Adventure 2006–2010
- R 1200 GS 2010-heden
- R 1200 GS Adventure 2010-heden

### F 650-serie eencilinders
In 1993 introduceerde BMW in samenwerking met Rotax de F 650 Funduro. Deze eencilinder had een inhoud van 652 cc en had voor het eerst in de geschiedenis van BMW een kettingaandrijving. In 2000 breidde BMW de serie uit met de F 650 GS na een succesvolle Parijs-Dakar rally door Richard Sainct met deze machine in 1999 (F 650 RR).

### F 800-serie tweecilinders
In 2007 kwam BMW met opmerkelijk nieuws, namelijk een staande twin van 798 cc die de nieuwe F 800 GS en de F 650 GS aandrijft. In tegenstelling tot wat de typeaanduiding doet vermoeden werden beide modellen aangedreven door dezelfde motor. Ze maakten deel uit van de BMW F 800-serie, die riemaandrijving had, maar de GS modellen werden door een ketting aangedreven, omdat een riemaandrijving in het terrein te kwetsbaar is.

### G 650-serie eencilinders
In november 2001 werd dit nieuwe model geïntroduceerd. BMW had de eencilinder-F 650 GS met ingang van het modeljaar 2008 vervangen door de F 650 GS-tweecilinder, met een 800cc-motor. Met de nieuwe 650cc-motor van de G 650-serie was de herintroductie van een dergelijke eencilinder enerzijds logisch, maar de Nederlandse importeur bracht het model niet (actief) op de markt (maar is in 2011 wel op bestelling leverbaar), omdat hij concurrentie vreesde voor de GS-en uit de F 800-serie. BMW zette met de nieuwe G 650 GS vooral in op zuinigheid: de machine zou bij 90 km/h slechts één liter op 100 km (1:32) verbruiken. De motor was iets minder krachtig dan die van de rest van de G 650-serie, maar de tank was, gericht op het toeristische karakter van de machine, aanmerkelijk groter.

## Tijdlijn
Een tijdlijn van de belangrijkste gebeurtenissen
| Jaar | Gebeurtenis |
| ---- | --- |
| 1979 | Eerste proefritten met de BMW G/S, deelname aan het Duits kampioenschap Enduro (< 1000 cc)                                                  |
| 1980 | De G/S wordt officieel geïntroduceerd. Rolf Witthöft Europees kampioen Enduro (<1000 cc), Herbert Schek Europees kampioen Enduro (<1300 cc) |
| 1981 | Hubert Auriol wint de Dakar-Rally (BMW GS 800 R)                                                                                            |
| 1983 | Hubert Auriol wint de Dakar-Rally (BMW GS 980 R)                                                                                            |
| 1984 | Gaston Rahier wint de Dakar-Rally (BMW R 1050)                                                                                              |
| 1985 | Gaston Rahier wint de Dakar-Rally (BMW R 1050)                                                                                              |
| 1987 | De Introductie van de Paralever GS en daarmee ook de R100 GS                                                                                |
| 1993 | De introductie van de F-serie, de F650-eencilinder                                                                                          |
| 1994 | De introductie van de 4-klepsboxer en daarmee ook de R1100 GS                                                                               |
| 1999 | De introductie van de 4-klepsboxer, opvolger van de R1100 GS; de R1150 GS Richard Sainct wint de Dakar-Rally (BMW F 650 RR)                 |
| 2000 | Richard Sainct wint de Dakar-Rally (BMW F 650 RR)                                                                                           |
| 2004 | De introductie van de 4-klepsboxer, opvolger van de R1150 GS; de R1200 GS                                                                   |
| 2007 | De introductie van de nieuwe F-serie de F800GS, een tweecilinder-in-lijn                                                                    |
| 2010 | De introductie van de nieuwe R1200GS met DOHC-boxerblok, het BMW-type GS bestaat 30 jaar                                                    |
| 2010 | De introductie van de G 650 GS |